# 215 (число)
Вижте пояснителната страница за други значения на 215.
215 (двеста и петнадесет) е естествено, цяло число, следващо 214 и предхождащо 216.
Двеста и петнадесет с арабски цифри се записва „215“, а с римски цифри – „CCXV“. Числото 215 е съставено от три цифри от позиционните бройни системи – 2 (две), 1 (едно), 5 (пет).

## Общи сведения
- 215 е нечетно число.
- 215-ият ден от годината е 3 август.
- 215 е година от Новата ера.